# Maciej Żaliński
Maciej Żaliński herbu Poraj odmienny –  kasztelan gdański w latach 1574–1602, przedtem podkomorzy koronny, starosta jasieniecki, tolkmicki, tucholski, żyżmorski i mścibowski, starosta przedborski w 1569 roku.
W 1575 roku podpisał elekcję Maksymiliana II Habsburga.